# Oliarus fuscipes
Oliarus fuscipes är en insektsart som beskrevs av Van Stalle 1987. Oliarus fuscipes ingår i släktet Oliarus och familjen kilstritar. Inga underarter finns listade i Catalogue of Life.